# Adolphe de Cardevacque
Adolphe de Cardevacque, né le 29 septembre 1828 à Calais et mort le 27 décembre 1899 à Arras, est un érudit et historien français, qui s'est consacré principalement à l'histoire et aux monuments du Pas-de-Calais.

## Biographie
Adolphe de Cardevacque est l'auteur de nombreux ouvrages d'histoire locale, particulièrement sur les monuments chrétiens du Pas-de-Calais. Il a été membre de l'Académie d'Arras, de la Société des antiquaires de la Morinie, et des Antiquaires de France. Il a été secrétaire général de la Commission des monuments historiques du Pas-de-Calais. Il a également participé à la création de la Revue du Pas-de-Calais en janvier 1859. 

## Publications
- Histoire de l'abbaye d'Auchy-les-Moines, Arras : Sueur-Charruey, 1875.
- Histoire de l'abbaye de Cercamp : ordre de Citeaux, au diocèse d'Amiens, Arras : Sueur-Charruey, 1878 (lire en ligne).
- Histoire de l'administration municipale de la ville d'Arras : depuis l'origine de la commune jusqu'à nos jours, Arras : Sueur-Charruey, 1879 (lire en ligne).
- Dictionnaire biographique du département du Pas-de-Calais, Arras, 1879,  lire en ligne.
- Le Théâtre à Arras avant et après la Révolution, Arras : Typographie De Sède, 1884.